# جمی کورتن
جمی کورتن (انگلیسی: Jamie Cureton؛ زادهٔ ۲۸ اوت ۱۹۷۵) یک بازیکن فوتبال اهل بریتانیا است.